# Жуан I де Визеу
Инфант Жуан (1448—1472) — португальский принц из Ависской династии, 3-й герцог Визеу и 3-й сеньор де Ковильян, 2-й герцог Бежа и 2-й сеньор де Мора, 7-й Коннетабль Португалии (1470—1472).

## Биография
Старший сын инфанта Фернанду Португальского (1433—1470), 1-го герцога Бежа (1453—1470) и 2-го герцога Визеу (1460—1470), и Беатрис Португальской (1430—1506). Младшие братья — инфанты Диого и Мануэл.
В ноябре 1470 года после смерти своего отца Жуан унаследовал титулы герцога де Визеу и де Бежа, а также сеньора де Ковильян и Мора.
Он также стал магистром Ордена Христа и Ордена Сантьяго, а также коннетаблем Португалии.
В июле 1472 года король Португалии Афонсу V пожаловал во владение своему племяннику Жуану де Визеу марокканский город Анфа.
В том же 1472 году инфант Жуан скончался, он не был женат и не имел детей. Его младший брат Диого унаследовал титулы и владения покойного.